# Língua parta
A língua parta (Pahlawānīg), também chamada de pálavi arsácida, é uma língua extinta, falada originalmente no nordeste do Irã, numa antiga região conhecida como Pártia. Foi o idioma oficial do Império Parta (248 a.C. - 224 d.C.).
Alguns traços do parta ainda são possíveis de serem identificados na moderna língua armênia, no qual grande parte do vocabulário foi formado por empréstimos do parta, por meio da Dinastia arsácida da Armênia.

## Classificação
O parta era uma língua média iraniana ocidental. O contato linguístico fez com que ele compartilhasse algumas características com o grupo de línguas iranianas orientais, cuja influência é atestada principalmente em empréstimos linguísticos. Alguns traços de influência oriental sobrevivem em empréstimos partas no armênio. Os empréstimos partas aparecem no vocabulário armênio cotidiano; substantivos, adjetivos, advérbios, entre outros.
Taxonomicamente, o parta, uma língua indo-europeia, pertence ao grupo de línguas iranianas do noroeste, enquanto o persa médio pertence ao grupo de línguas iranianas do sudoeste.

## Extinção
Em 224, Artabano IV, governante local, foi deposto por Artaxes I, que fundou a quarta dinastia iraniana e segunda persa, o Império Sassânida. O idioma parta não foi extinto de imediato, mas foi sendo deixado de lado aos poucos e acabaram restando apenas algumas escrituras da era sassânida.